# Risto Jačev
Risto Đ. Jačev (15. svibnja 1942., selo Dolno Rodevo, Voden, Egejska Makedonija, Grčka), sjevernomakedonski pjesnik, prozaik, antologičar, prevoditelj, kazališni kritičar i novinar.

## Životopis
Risto Đ. Jačev rođen je u Egejskoj Makedoniji. S tisućama sjevernomakedonske djece proživljava dramatično izbjegličko djetinjstvo i ranu mladost u emigraciji. Po povratku u Sjevernu Makedoniju, na Filološkom fakultetu Univerziteta “Kiril i Metodij” u Skoplju diplomira književnost. Najprije neko vrijeme radi kao glumac i srednjoškolski nastavnik, a zatim prelazi na Makedonski radio gdje je do svršetka svoga radnog vijeka zaposlen kao novinar i urednik.
Kao iznimno plodan autor, Risto Đ. Jačev puna je četiri desetljeća živo prisutan u suvremenoj sjevernomakedonskoj književnosti pjesničkim, proznim i dramskim ostvarenjima. Osim na makedonskom književnom standardu, piše pjesme i na svom zavičajnom makedonskom vodenskom dijalektu, kao jedan od rijetkih suvremenih sjevrnomakedonskih pjesnikā koji, uz Sande Stojčevskog (koji piše i na kumanovskom) i Liljane Čalovske (koja je pisala i na struškom dijalektu), njeguje i afirmira dijalektalni pjesnički izraz. Njegovo stvaralaštvo uvršteno je u niz antologijskih izbora iz sjevernomakedonske književnosti. Poezija mu je prevođena na engleski, njemački, talijanski, španjolski, švedski, ruski, poljski, slovački, češki, rumunjski, mađarski, bugarski, slovenski, hrvatski, srpski, turski, albanski i grčki jezik. Član je Društva pisaca Makedonije (DPM) u Skoplju od 1967. godine. Živi i stvara u Skoplju.

### Poezija
- “Frula i magija” („Кавал и магија”, “Misla”, Skoplje, 1967.),
- “Smrt anđela” („Смртта на ангелот”, “Makedonska kniga”, Skoplje, 1968.),
- “Maslinaska gora” („Маслинови гори”, “Misla”, Skoplje, 1969.),  izabrane pjesme, s predgovorom Aleksandra Popovskog,
- “Podzemne sjene” („Подэемни сенки”, “Naša kniga”, Skoplje, 1973.),
- “Dimna gora” („Димна гора”, IZ “Nova Makedonija”, Skoplje, 1974.),
- “Usahli izvori” („Секнати иэвори”, “Makedonska kniga”, Skoplje, 1979.; grafički prilozi: Konstantin Tančev-Dinka),
- “Uzbrdica” („Горница”, “Makedonska kniga”, Skoplje, 1984.),
- “Suputnik utvarā” („Сопатник на сеништата”, “Naša kniga”, Skoplje, 1988.), ISBN 86-373-0045-6
- “Jeka sutona” („Ехо на квечерината”, “Makedonska kniga”, Skoplje, 1989.), ISBN 86-369-0096-4
- “Anđeo nad Kristovim grobom” („Ангел над Христовиот гроб”, “Makedonska kniga”, Skoplje, 1991.), izbor iz pjesničkog opusa s predgovorom Atanasa Vangelova, ISBN 86-369-0214-2,
- “Uzglavlje od kamena” („Камена перница”, “Kultura”, Skoplje, 1992.),
- “Samrtne pjesme” („Смртни песни”, “Misla”, Skoplje, 1994.),
- “Velestovske noći” („Велестовски ноќи”, Odbor manifestacije “Potkozjački pjesnički susreti”, Kumanovo, 1996.),
- “Vakufska zemlja” („Вакафска эемја”, “Detska radost”, Skoplje, 1998.), poema,
- “Stupica” („Примка”, “Detska radost”, Skoplje, 1998.), izabrane pjesme, s progovorom Srbe Ignjatovića,
- “Žedna noć” („Жедна ноќ”, “Detska radost”, Skoplje, 2000.),
- “Bijeli svetac” („Белиот светец”, “Makedonska kniga”, Skoplje, 2002.),
- “Hladni mrak” („Студен мрак”, “Makavej”, Skoplje,2005.), ISBN 9989-922-87-X
- “Riječi i suze” („Зборови и солэи”, “Makavej”, Skoplje,2007.),

### Proza
- “Večernji vjetrovi” (“Вечерни ветрови”, Biblioteka “Современост”, Skoplje, 1972.), roman,
- “Lutka” („Кукла”, “Detska radost”, Skoplje, 1992.), roman,
- “Jakov” („Јаков”, “Makedonska kniga”, Skoplje, 1993.), roman,
- “Put anđelā” („Патот на ангелите”, “Misla”, Skoplje, 1996.), trilogija,
- “Aleksej” („Алексеј”, “Magor”, Skoplje, 2001.)

### Drame i radiodrame
- “Na sjever, u raj” („На север во рајот”, Kumanovsko narodno kazalište,1984.),
- “Balkanski bordel” („Балкански бордел”, Štipsko narodno kazalište, 1982.),
- “Vučja zemlja” („Волчја эемја”, Skoplje),
- “Koktel” („Коктел”, Dramski studio, Gevgelija, 1986.),
- “Moji snovi” („Моите соништа”, tri drame:  “Psi su žedni”/„Кучињата се жедни”; “Jebo te Tito”/„Јебо те Тито” i Velegrađani”/„Велеграѓани”, Direkcija za kulturu i umjetnost, Skoplje, 2000.),
- “Dugi život vilinog konjica” („Долгиот живот на самовилското коњче”, Radio-Skoplje, 1981.)

### Knjige na drugim jezicima
- “Kaval u vatri” (“Bagdala”, Kruševac, 1967.), izbor pjesama na srpskom jeziku,
- “Заточеникот на мракот / Zatočenik mraka” (dvojezično izdanje na makedonskom i srpskom jeziku; MIP “Nota” Knjaževac i “Misam”, Skoplje, 1996., s predgovorom Jadranke Vladove i pogovorom Srbe Ignjatovića), ISBN 9989-9842-0-4 i ISBN 86-357-0414-2
- “Kamnita blazina” (Založba “Mondena”, Grosuplje, 2001.), izbor pjesama na slovenskom jeziku; prepjevali: Bistrica Mirkulovska i Ivo Frbežar,
- “Pepeo pod maslinama / Egejske rapsodije” (“3000 GODINA ZA DAR”, Zadar, 2008.), izbor pjesama na hrvatskom jeziku; s makedonskog prepjevao, priredio i pogovorom popratio Aldo Kliman; pjesme i stihove na čakavskom prepjevao Daniel Načinović. ISBN 978-953-7217-39-6

### Antologije
- “Antologija makedonske poezije” („Антологија на македонската поеэија”, Međunarodni književni susreti “Ilinden” i “Misam”, Skoplje, 2005.)

### Prijevodi
- Dobri Dimitrijević: “Građanin komune” („Граѓанинот на комуната”, “Misla”, Skoplje, 1967., prijevod sa srpskog),
- Miroslav Valek:  “Jabuka” („Јаболко”, “Makedonska kniga”, Skoplje, 1984., prijevod sa slovačkog),
- Jan Šimanovič: “Zahtjev” („Барање”, “Makedonska kniga”, Skoplje, 1989., prijevod sa slovačkog),
- Jan Šimanovič: “Ljeto” („Лето”, “Stremež”, Prilep, 1994., prijevod sa slovačkog),
- Milan Rufus: “Svakodnevni dijalog” („Секојдневен дијалог”, Biblioteka “Plejadi” - Struške večeri poezije, Struga, 2001., prijevod sa slovačkog)

### Nagrade
- “Studentski zbor” za pjesničku knjigu “Smrt Anđela”, 1968.
- “Kočo Racin”  za pjesničku knjigu “Usahli izvori”, 1979.
- “Stale Popov” za roman “Lutka”, 1992.
- “Zlatno pero”, Nadrada literarnih prevoditelja, 1994.
- “Narcisa” za zbirku pjesama “Velestovske noći”, 1996.
- “Grigor Prličev” za poemu “Vakufska zemlja”, 1997.
- Međunarodna književna nagrada Melnik 2000 za cjelokupan pjesnički opus, (Melničke pjesničke večeri, Melnik, Republika Bugarska), 2002.